# Баналек
Баналек (фр. Bannalec) је насељено место у Француској у региону Бретања, у департману Финистер.
По подацима из 2011. године у општини је живело 5513 становника, а густина насељености је износила 71,13 становника/km².

## Демографија
| 1962. | 1968. | 1975. | 1982. | 1990. | 2011. |
| ----- | ----- | ----- | ----- | ----- | ----- |
| 5.369 | 5.235 | 5.023 | 4.975 | 4.840 | 5.513 |